# Alex Raymond
Alex Raymond (New Rochelle, Nova York, 2 d'octubre de 1909 - Westport, Connecticut, 6 de setembre de 1956) va ser un dibuixant de còmics estatunidenc. Alguns dels personatges més coneguts són Jungle Jim (a Catalunya arriba amb el nom castellà de Jim de la Jungla), Flash Gordon i Rip Kirby.
Va revolucionar el món del còmic i es va convertir en un dels seus grans noms. A més, va treballar en el món de la publicitat i la Il·lustració. Els seus dibuixos arribaren a les cobertes de llibres, cartells de cinema i a la il·lustració del llibre Scuttle watch.

## Biografia i obra
Amb vuit anys, ja se li va despertar l'afició per al dibuix, que va rebre el suport del seu pare, enginyer civil afeccionat al dibuix. Aquesta ajuda del seu pare va ser decisiva per dedicar-se professionalment al dibuix. El seu pare va morir quan ell tenia dotze anys, tot seguit va entrar a estudiar a la Iona Preparatory Scool de New Rochelle, on va formar part de l'equip de futbol, i posteriorment va treballar a una oficina de Wall Street.
A causa, probablement, de la crisi econòmica de 1929, va plegar de la feina que tenia i tot seguit va treballar, amb molt poc èxit, d'agent hipotecari. Després d'aquesta experiència, va tornar a la seva vocació per al dibuix i es va matricular a la Grand Central School of Art. Això i l'amistat amb un antic veí seu, Russ Westover, creador de la sèrie de còmic Tillie the Toiler, el van introduir al món del còmic.

### Els inicis en el còmic
Després de treballar com a ajudant de Westover, molt aviat va treballar, per a l'estudi dels germans Chic i Lyman Young, que treballaven per al King Features Syndicate. Raymond, en aquell moment, ja era molt més que un simple ajudant, i els germans Young se'n van aprofitar en benefici propi. Així, entre el 1931 i el 1933 va fer de forma anònima (com a fantasma o negre), nombroses tires de Blondie, per a Chic Young, i pàgines dominicals de The Kid Sister i Tim Tyler's Luck (a Catalunya, ens ha arribat, amb el nom de Jorge i Fernando) pel seu germà, Lyman Young.
Alex Raymond, tenia un estil inconfusible, és per això que malgrat que públicament no es reconeixia els dibuixos com a seus, és fàcil de seguir el seu treball en els còmics de l'època. Una de les aventures de Tim Tyler, que es dona per suposat, que és de la seva autoria, és la titulada, Bajo la bandera del rey de la jungla, consta de 144 tires de premsa, publicades als diaris dels Estats Units d'Americà, entre el 8 de maig i el 21 d'octubre de 1933.

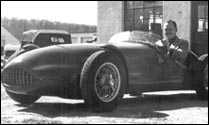
Alex Raymond, amb el seu cotxe

Aquesta aventura no va arribar als quioscos catalans fins a l'any 1982, aquesta aventura la va dibuixar, Alex Raymond, malgrat que al final de la tira, hi hagi el nom de Lyman Young. Una altra peculiaritat d'aquesta aventura, és que els personatges adquireixen el rostre i la figura realista, que ja seria la definitiva.
El 1931 es casa amb Helen Frances Williams.

### A King Feature Syndicate
L'any 1933, era una època en què els còmics editats als Estats Units d'Amèrica, solien ser còmics d'humor, malgrat que ja es començaven a publicar còmics més realistes. És en aquest context que el director de King Feature Syndicate, Joseph Connolly, decideix fe el llançament de, diverses sèries de còmics que puguin competir amb Buck Rogers en el camp de la ciència-ficció, amb Dick Tracy, al camp de la intriga policíaca i amb Tarzan, en el d'aventures a les selves. Aquesta tasca li va encomanar a Alex Raymond, i el 7 de gener de 1934, es va publicar al New York American Journal, la primera pàgina setmanal que va donar cabuda a dos personatges nous. Jungle Jim, era un caçador professional d'animals vius per zoològics i circs, un altre dels personatges va ser Flash Gordon, era un llicenciat a Yale, que es converteix en un famós aventurer intergalàctic, totes dues sèries compartien guionista, Doon Moore. El tercer dels personatges va ser de gènera policíac, Secret Agent X-9, publicat per primera vegada el 22 de gener de 1934, amb dibuixos d'Alex Raymond i Guions de Dashiel Hammett (creador de la novel·la negra americana). El Secret Agent X-9, el va dibuixar prop d'un any, i després se'n va fer càrrec el dibuixant Charles Flanders.
Alex Raymond, va revolucionar, i es va convertir en un dels grans noms del còmic, a més del còmic, va treballar en el món de la publicitat i la Il·lustració, les grans revistes de l'època varen so licitar la seva col·laboració i durant un temps va combinar, el còmic amb la il·lustració, treballant per les revistes, Colliers Weekly, Blue Book, Esquire, i Look entre d'altres. Els seus dibuixos, arribaren a les portades de llibres, cartells de cinema, i la il·lustració del llibre Scuttle Watch.

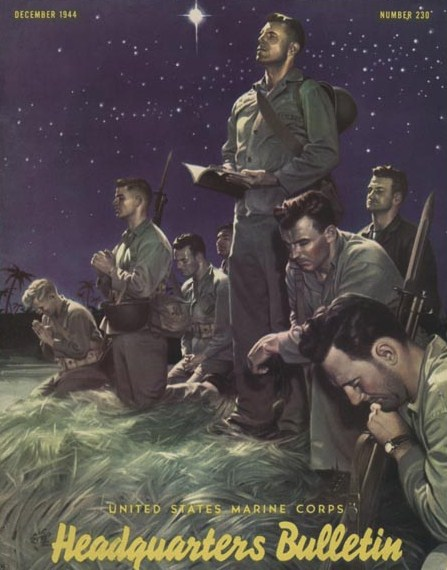
Marines fent una Pregària, il·lustració d'Alex Raymond

L'esforç, de dibuixar tres sèries de còmic al mateix temps, mes les il·lustracions per les revistes, era una tasca difícil de portar endavant, sense disminuir la qualitat, i així, Raymond es va decantar pel còmic. Va abandonar quasi completament la il·lustració, el 1936 va deixar de dibuixar la sèrie, Secret Agent X-9, i cada vegada va treballar menys a Jungle Jim, deixant-ho cada vegada més amb mans dels seus ajudants, per dedicar tot el seu temps a la sèrie de Flash Gordon, fou tal la dedicació al personatge que l'any 1936, en va escriure una novel·la titulada, Flash Gordon in the Caverns of Mongo, aquesta novel·la es va traduir al castellà i es va publicar el 1973, amb el títol, Flash Gordon en las cavernas de Mongo.

### A la Segona Guerra Mundial
L'any 1944 a Europa, al Pacífic i al nord d'Africa, la guerra continuava fent estralls, no era el cas dels Estats Units d'Amèrica, on la guerra no va arribar al continent, la vida continuava amb una certa normalitat, els diaris continuaven publicant les tires de còmic, amb la diferència que els personatges, també intervenien a la guerra d'una manera, o d'un altre, tot fent propaganda bèl·lica del moment en què es vivia. Així, Jungle Jim, es va integrar als serveis secrets de l'exèrcit, Flash Gordon, va tornar a la terra per combatre un misteriós règim dictatorial, X-9, amb una dedicació completa, a feines d'espionatge i contra espionatge.
Al mateix temps, les persones reals, els ciutadans dels Estats Units d'Amèrica, també els afecta la influència de la guerra llunyana. Alex Raymond, que s'havia entregat de ple al personatge de Flash Gordon, el 1944, s'incorpora, al Cos de Marines dels Estats Units d'Amèrica amb el grau de capità, i abandona tota activitat al món del còmic. La seva primera destinació va ser com a director artístic, a l'oficina de publicitat del cos a Filadèlfia. Posteriorment a la Costa Oest dels Estats Units, i finalment al Pacífic Sud a bord del portaavions Gilbert Islands com a oficial informador i dibuixant de guerra. Aquest vaixell va participar en les batalles Okinawa i Borneo, els seus avions van bombardejar Tòquio en diverses ocasions i finalment es va integrar a la Tercera flota americana.

### Retorn a casa i última etapa
El 1946, una vegada acabat el període de militar amb el grau de Major,retorna a la vida civil. Diversas obres seves varen ser exposades a la National Gallery de Washington, i el comandant del cos de marines, el general Alexander Archer Vandegrift va triar una de les obres per fer les Felicitacions de Nadal.
En el seu retorn a la vida civil, i després del període bèl·lic, Alex Raymond, havia perdut el contacte amb els seus anteriors personatges, i no tenia cap interès per continuar-los, així doncs va crear un nou personatge Rip Kirby, aquest personatge, el dibuixa amb un estil més naturalista, amb tires amb blanc i negre, i amb un estil també molt cinematogràfic.
El 1956,Alex Raymond, mor en un accident de trànsit, quan estava provant el cotxe esportiu del seu amic, Stan Drake, que era el dibuixant de Julieta Jones, fa una derrapada a gran velocitat i s'estavella en un revolt, perdent la vida en l'accident.

## Personatges
Alguns dels personatges de ficció, en els quals Alex Raymond, hi va participa en la seva creació i en el dibuix, o solament en el dibuix, són: 
- Flash Gordon, és el personatge que ha donat a Alex Raymond, fama i reconeixement pel seu treball. Flash Gordon, és un dels personatges que s'ha convertit en un clàssic del còmic.[2] És un personatge que viu en un futur, on es barregen éssers fantàstics d'altres mons, i estils arquitectònics de diferents èpoques.[3]

- Jungle Jim, o Jim de la Jungla,(nom en què va arribar als quioscs de Catalunya). En els seus inicis era un caçador professional d'animals vius, que després venia a circs i zoològics. Després de la segona aventura ja es va dedicar a la caça de malfactors, a les selves de Malaca, i evolucionant cap a justicier de la jungla i d'aquí a capità dels serveis secrets de l'exèrcit dels Estats Units d'Americà o fent missions secretes pel F.B.I.[2]

- Secret Agent X-9, aquest personatge el van crear, Dashiell Hammett (escriptor de novel·la negra) al guió, almenys a les primeres aventures, i Alex Raymond, al dibuix. X9 com diu el títol és un agent secret, malgrat que les seves primeres aventures, es desenvolupen com les dels detectius, inventats pels novel·listes de l'època. X9 a la seva primera etapa no té amics, ni companys i un profund odi cap als malfactors.[2]

- Rip Kirby, Remington Kirbi, "Rip" pels seus amics és un marine, que una vegada llicenciat, torna a casa, i es dedica a resoldre complicats casos policíacs. Rip Kirby, és un home elegant, intel·ligent, atlètic, refinat i eixerit.